# Grotta di Monte Cucco
La Grotta di Monte Cucco si apre all’interno dell’omonima montagna, nel parco del Monte Cucco, massiccio localizzato nell’Appennino Umbro-Marchigiano.
Il complesso carsico è uno dei più estesi d’Italia, ha uno sviluppo di circa 35 km, una profondità verticale di -920 m e conta ben quattro ingressi.
Si sviluppa interamente nella proprietà dell’Università degli Uomini Originari, sita nel comune di Costacciaro.
Dal 2009 parte della grotta è aperta al pubblico tramite percorso turistico-escursionistico.

## La genesi
Circa un milione di anni fa all'interno delle faglie, createsi con l'innalzamento della montagna, penetravano dei torrenti. L'acqua di questi piccoli fiumi attraversava tutta la montagna fino alla sua base, dove erano presenti delle rocce denominate Anidridi di Burano, le quali a contatto con l'acqua fredda creavano una reazione chimica generando acido solfidrico.
Queste rocce si dilatavano rimandando l'acqua in pressione lungo le faglie, che grazie a questo carico di acido, corrodevano in maniera esponenziale le faglie, creando enormi pozzi e saloni.
Questo fenomeno cessò circa 300.000 anni fa, da allora la grotta è praticamente quasi immutata.

## La storia
L’ingresso principale della grotta si presenta come un grande pozzo sulla parete est della montagna, conosciuta dalle popolazioni locali da secoli, di conseguenza non è possibile risalire alla data e alla paternità della prima esplorazione.
La traccia più antica dell’esplorazione della grotta finora ritrovata risale al 1499, che è la data impressa su roccia da uno anonimo pioniere. Mentre il primo esploratore di cui conosciamo il nome è Ludovico Santacroce, soldato di ventura della vicina città di Fabriano, che ne 1551 esplorò e lasciò scritte impresse con il carbone sulle pareti della grotta.
In quei anni gli esploratori provenivano principalmente dall’ambiente ecclesiastico, di solito frati studiosi, che scendevano in grotta sia a scopi scientifici/conoscitivi sia per benedire i vari ambienti. Altri visitatori erano i nobili locali che organizzavano le spedizioni di ricerca a scopo economico. La grotta era, infatti,  nell’immaginario comune un luogo dove si nascondevano tesori o dove spiriti maligni ordivano le loro malefatte.
Tra il 1883 e il 1892 vi fu la prima grande vera esplorazione scientifica della grotta, ad opera di Giambattista Miliani: importante politico, noto industriale, ricercatore e alpinista del Club Alpino Italiano, residente nella vicina città di Fabriano.
Durante questa esplorazione prese parte anche Margarete Traube Mengarini, prima donna ad entrare all'interno della grotta, alla quale il Miliani dedicò a lei la sala più grande di tutta la grotta: la sala Margherita.
Miliani esplorò, studiò e cartografò i circa tre chilometri della parte alta della grotta, creando decine di libri e relazioni. Nel 1922, insieme al CAI, mise in opera una scala di 30 m nel pozzo d’ingresso rinominando la zona alta della grotta in “Grotta Turistica del Monte Cucco”, infatti grazie a tale scala la grotta da quel momento fu fruibile praticamente da chiunque.

## L'esplorazione
Dopo l’esplorazione scientifica del Miliani la grotta contava circa tre chilometri di estensione con tre grandi sale e diverse gallerie.
Nel 1959 il Gruppo speleologico CAI di Perugia intraprese una serie di ricerche esplorative. Dopo aver superato a nuoto una galleria allagata trovarono una serie di enormi pozzi verticali, dando inizio all’era delle grandi esplorazioni.
Le esplorazioni coinvolsero molti grandi gruppi italiani, con la guida del Gruppo Speleologico CAI di Perugia, raggiunsero il fondo della grotta nel 1969 a -800 m di profondità rispetto all’ingresso.
Nei primi anni '70 gli speleologi scoprirono un ingresso vicino alla vetta della montagna, la profondità della grotta venne ricalcolata a -920 m e, per pochi mesi, divenne la grotta più profonda d’Italia.
Le esplorazioni proseguirono per tutti gli anni ‘70 portando la grotta ad uno sviluppo totale di circa 27 km.
Nel 2013 un intergruppo composto da gruppi speleologici umbri e marchigiani allargarono delle condotte, trovando nuovi grandi ambienti e tutta una nuova frontiera esplorativa. Attualmente la Grotta di Monte Cucco ha circa 35 km di estensione e rientra tra le prime 10 grotte più grandi d’Italia.

## La chiusura e la turisticizzazione

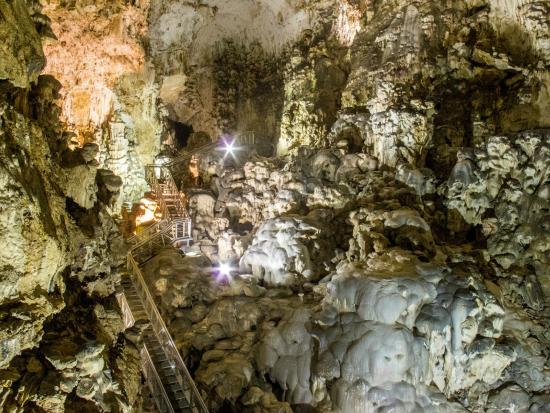
La sala Margherita

Tra il 1922 e il 1997 la grotta era di libero accesso, grazie alla scala in acciaio messa in opera da Miliani, che permetteva l’ingresso. Nel 1997 in seguito ad un incidente la scala fu rimossa e la grotta interdetta.
Nel 2009 la grotta fu nuovamente aperta con una nuova grande scala e con un percorso attrezzato all’interno con luci e passerelle. Attualmente la grotta è visitabile accompagnati da guide qualificate o, se speleologi, in seguito ad un permesso da richiedere all’ Università degli uomini originari di Costacciaro.